# Congophiloscia bolamae
Congophiloscia bolamae is een pissebed uit de familie Philosciidae. De wetenschappelijke naam van de soort is voor het eerst geldig gepubliceerd in 1978 door Schmalfuss & Ferrara.